# Íñiguez
Íñiguez es un apellido patronímico castellano que significa ‘hijo de Íñigo’. Se extiende tanto en la península ibérica como en Hispanoamérica.
El sufijo ez es la forma patronímica de indicar la filiación. Tanto en la España visigótica, como en otras culturas germánicas, era común formar el apellido de un individuo añadiendo al primer nombre del padre una de las formas patronímicas -az, -ez, -iz u -oz (presumiblemente derivadas de *-aks, *-eks, *-iks, *-oks y relacionadas con las formas modernas del alemán -ich(s) y del inglés -ick).

## Origen y significado
Las primeras referencias de Íñigo en lengua castellana se remontan al siglo XI y las de Íñiguez al siglo XII, estableciéndose que antes de estas fechas y siguiendo los usos de la época, los escritos oficiales se realizaban en latín o en lengua latina autóctona. En esta misma época, los ingleses utilizaban el latín o el romance normando del norte de Francia, mientras que las entidades políticas alemanas empleaban la lengua latina o los romances italianos para redactar sus documentos.
De esta forma encontramos que Íñigo es la forma castellanizada de Enneco, mientras que Íñiguez lo es de Enneconis.
Cabe señalar que posiblemente Enneco y Enneconis sean las formas medievales de los nombres ibéricos Enneges y Ennegensis, respectivamente[cita requerida]. Estos nombres aparecen mencionados por primera vez en el Bronce de Ascoli del año 89 a. C. Dicho bronce es una tabla que recoge los nombres de los jinetes del escuadrón de caballería Turma Salluitana, reclutados por el cónsul Pompeyo Estrabón en la localidad hispana de Salduie (más tarde Cæsaraugusta, hoy Zaragoza) en el valle medio del Ebro, para hacer frente a los itálicos sublevados contra Roma durante la Guerra Social o de los Aliados (91-89 a. C.). Como recompensa por tomar la ciudad de Ascoli, el cónsul les concedió la ciudadanía romana y registró el hecho por escrito en una tabla de bronce. Entre los jinetes hispanos figuran Elandus, hijo de Enneges, y Ennegensis Beles, hijo de Umarbeles.

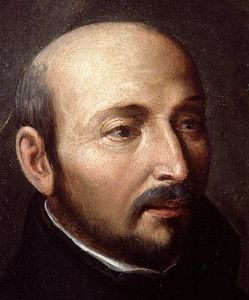
Ignacio de Loyola.

Usualmente se ha interpretado que Íñigo es equivalente a Ignacio, o que el primero es la forma castellana del segundo. Sin embargo, este es un error muy común que se explica porque a los seguidores de san Ignacio de Loyola se les llamaba iñiguistas, no porque Ignacio fuese equivalente a Íñigo, sino porque éste era su nombre antes de ser sacerdote. Cuando Íñigo Óñez de Loyola toma los votos, adopta el nombre de Ignacio de Loyola en recuerdo de san Ignacio de Antioquía, discípulo de los apóstoles Juan, Pedro y Pablo.
Como se ha explicado, el origen de Íñigo es Enneco, de raíz nativa prerromana, mientras que el de Ignacio es Ignatius (latín) < Ignêtes (en griego) ‘innato’ (A. D., H.), también ‘nombre de los habitantes originarios de la antigua Rhodas’ (Simmias 11, H.).
Otra etimología da cuenta de Ignacio < Ignatius < ignis (‘fuego’ en latín) < *egni (protoindoeuropeo o PIE), {compárese con agni (‘fuego, fuego ceremonial’ en sánscrito), ogni (eslavo antiguo, del siglo IX), ugnis (‘fuego’ en lituano)}.
De acuerdo con lo expuesto, Íñigo en ningún caso debiera ser equivalente a Ignacio.
Entre las personas mencionadas en la Edad Media que usaron el nombre Enneco (Íñigo) encontramos en las primeras crónicas de Navarra al caudillo Enneco Aresta (Íñigo Arista, 824-851) y su hijo Garsea Enneconis (García Íñiguez de Pamplona, 851-880) reyes de Navarra y Sobrarbe.

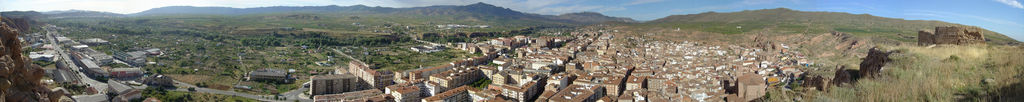
Panorámica de Arnedo desde las ruinas del castillo.

A san Enneconis (san Íñigo), abad benedictino del Monasterio de Oña, quien murió el 1.º de junio de 1068 (se le recuerda en el mismo día).
A Enneco Fortuniones (Íñigo Fortúnez, 1044-1050 y 1072-1075), señor de Arnedo, en La Rioja.
Actualmente en el País Vasco se encuentran los siguientes apellidos con raíz Enneco-Enneconis: Eneko (Íñigo), Enekoola (‘cabaña de Íñigo’), Enekotegui (‘paraje de Íñigo’), Enecoitz (‘peñón del valle’), Enekoiz (‘pastizal’), Necochea o Nekotxea (‘casa de Eneko’).

## Evolución
A continuación se presenta la evolución documentada que han presentado Enneco y Enneconis en Íñigo e Íñiguez, respectivamente. Además se presenta la forma femenina del nombre. Se indica el año en que aparece fechada la data de los nombres o el siglo en los que su uso fue habitual.

### Forma nominativa singular (masculina)
| Siglo I a. C. | Siglo VIII d. C. | Siglo IX | Siglo X     | Siglo XI     | Siglo XII    | Siglo XIII   | Siglo XIV    | Siglo XV   | Siglo XVI |
| ------------- | ---------------- | -------- | ----------- | ------------ | ------------ | ------------ | ------------ | ---------- | --------- |
| Enneges       |                  |          |             |              |              |              |              |            |           |
|               | Enneco           | Enneco   | Enneco      | Enneco       | Enneco       | Enneco       |              |            |           |
|               |                  | Eneco    | Eneco       | Eneco        | Eneco        | Eneco        | Eneco        | Eneco      | Eneco     |
|               |                  |          | Ennecho 968 |              | Enecho       | Enechot 1211 | Ennecot 1330 |            | Enecot    |
|               |                  |          | Enecco 959  |              | Enneko       |              |              |            |           |
|               |                  |          |             | Eneko 1062   | Enecone 1187 | Ennecus 1277 |              |            |           |
|               |                  |          |             |              | Enequo       | Enequo       | Enequo       |            |           |
|               |                  |          |             |              |              |              | Nequo 1366   |            |           |
|               |                  |          |             |              | Enego        | Enego        |              |            |           |
|               |                  |          |             |              |              | Ennego       | Eynnego 1330 |            |           |
|               |                  |          |             | Onneko 1067  |              |              |              |            |           |
|               |                  |          |             | Genneko 1072 |              |              |              |            |           |
|               |                  |          |             | Genneco 1080 |              |              |              |            |           |
|               |                  |          |             | Jenneco      |              |              |              |            |           |
|               |                  |          |             | Jenneko 1079 |              | Jenego       |              |            |           |
|               |                  |          |             |              |              | Yenego       | Yenego       |            |           |
|               |                  |          |             |              |              |              | Yennego      |            |           |
|               |                  |          |             |              |              |              | Yeneguo      |            |           |
|               |                  |          |             |              |              |              | Yniego 1312  | Ynigo 1475 |           |
|               |                  |          |             |              |              |              | Hyniego 1351 |            |           |
|               |                  |          |             |              |              |              | Ynego 1330   |            |           |
|               |                  |          |             |              |              |              | Yenigo 1366  |            |           |
|               |                  |          |             |              |              | Ienego       | Ienego       |            |           |
|               |                  |          |             |              |              | Iennego 1286 |              |            |           |
|               |                  |          |             |              |              | Ieneqo 1290  |              |            |           |
|               |                  |          |             | Íñigo        | Íñigo        | Íñigo        | Íñigo        | Íñigo      | Íñigo     |

### Forma nominativa singular (femenina)
| Siglo I a. C. | Siglo VIII d. C. | Siglo IX | Siglo X | Siglo XI   | Siglo XII   | Siglo XIII | Siglo XIV | Siglo XV | Siglo XVI |
| ------------- | ---------------- | -------- | ------- | ---------- | ----------- | ---------- | --------- | -------- | --------- |
|               |                  |          |         | Eneca 1096 |             |            |           |          |           |
|               |                  |          |         | Oneca      | Oneca       | Oneca      |           |          |           |
|               |                  |          |         |            | Onecha      | Onecha     |           |          |           |
|               |                  |          |         |            | Onequa 1200 |            |           |          |           |
|               |                  |          |         | Onneca     |             |            |           |          |           |
|               |                  |          |         | Onneka     |             |            |           |          |           |

### Forma genitiva (patronímica)
| Siglo I a. C. | Siglo VIII d. C. | Siglo IX  | Siglo X     | Siglo XI       | Siglo XII     | Siglo XIII    | Siglo XIV       | Siglo XV | Siglo XVI |
| ------------- | ---------------- | --------- | ----------- | -------------- | ------------- | ------------- | --------------- | -------- | --------- |
| Ennegensis    |                  |           |             |                |               |               |                 |          |           |
|               |                  | Ennecones | Ennecones   | Ennecones      | Ennecones     |               |                 |          |           |
|               |                  |           | Enneconis   | Enneconi 1015  |               |               |                 |          |           |
|               |                  |           |             | Ennekones 1035 |               |               |                 |          |           |
|               |                  |           |             | Ennegonis 1070 |               |               |                 |          |           |
|               |                  |           | Enecones    | Enecones       | Enecones      | Enegones 1209 | Eynengones 1330 |          |           |
|               |                  |           |             |                | Negones 1130  |               |                 |          |           |
|               |                  |           | Ennezez 929 | Eneçon 1033    |               |               |                 |          |           |
|               |                  |           |             | Ennechoz 1090  | Necoz 1173    |               |                 |          |           |
|               |                  |           | Ennecoz     | Ennecoz        | Enecoz        | Enecoz        |                 |          |           |
|               |                  |           |             |                | Ennecoç 1127  |               |                 |          |           |
|               |                  |           |             |                | Enecos 1149   |               |                 |          |           |
|               |                  |           |             |                | Enecoiz       | Enecoiz       | Enecoiz         |          |           |
|               |                  |           |             |                |               | Enecoyz       | Enequoyz        |          |           |
|               |                  |           |             |                |               |               | Ennequoyz 1350  |          |           |
|               |                  |           |             | Ennequoz 1048  | Ennekuiz 1129 |               | Enequy 1350     |          |           |
|               |                  |           |             | Ennegoz        | Ennegoz       | Ennegoz       |                 |          |           |
|               |                  |           |             | Enegoz 1075    |               |               |                 |          |           |
|               |                  |           | Enneci 996  | Enequiz        | Enequiz       |               | Eynneguiz 1330  |          |           |
|               |                  |           |             |                | Eneguiz       |               | Hyeneguiz       | Híñiguez |           |
|               |                  |           |             |                | Ennegiz 1144  |               |                 |          |           |
|               |                  |           |             | Enniquiz       |               |               |                 |          |           |
|               |                  |           |             | Eniquiz        | Eniquiz       | Eniguiz 1240  |                 |          |           |
|               |                  |           |             |                | Enneget 1104  |               |                 |          |           |
|               |                  |           |             | Jenneguez 1039 |               | Yenegues 1312 |                 |          |           |
|               |                  |           |             |                |               |               | Yenneguiz 1330  |          |           |
|               |                  |           |             |                |               |               | Yeneguiz 1366   |          |           |
|               |                  |           |             |                |               |               | Yeniguiz 1330   |          |           |
|               |                  |           |             |                |               |               | Ynneguiz 1330   |          |           |
|               |                  |           |             |                |               |               | Yniguiz         | Yñiguez  | Yñiguez   |
|               |                  |           |             |                |               |               | Yniquiz 1350    |          |           |
|               |                  |           |             |                |               | Ieneguez 1245 | Ieniguez 1366   |          |           |
|               |                  |           |             |                | Inniguez 1119 |               | Iniguiz 1366    |          |           |
|               |                  |           |             |                | Iñiguez       | Iñiguez       | Iñiguez         | Iñiguez  | Iñiguez   |

## Etimología
Enneco es un nombre propio prerromano, cuya presencia se ha podido encontrar en numerosos documentos españoles desde el siglo VIII. En estos documentos escritos en latín, figura como Eneco, Enneco o Ennecho (forma genitiva singular) y como Eneconis, Enneconis o Ennechonis (forma genitiva de la 3.ª persona).
Si bien el origen de Enneco no está claro, ni a qué pueblo prerromano pertenecería, dado que para algunos sería un nombre aquitano (vasco antiguo) y para otros ibérico pirenaico o incluso celtíbero, hay concordancia en que es nativo de la península ibérica de uso extendido en los valles del Ebro.
Existen varias teorías para interpretar su significado de acuerdo a los diferentes pueblos que habitaban la península ibérica antes del siglo VIII d. C. Estas teorías las podemos clasificar en dos grandes grupos:

### Tesis del origen preindoeuropeo
Esta tesis propone que el nombre provendría de aquellos grupos humanos que vivían en la península ibérica con anterioridad a la invasión de los pueblos indoeuropeos. Estos pueblos ancestrales son el ibérico y el aquitano. Si bien en la península existían otros pueblos preindoeuropeos, la extensión del nombre por zonas íberas y aquitanas sustenta esta tesis.
En un estudio de los nombres que figuran en Las décimas de Castejón de Sos y otros documentos medievales escritos en latín, se lee:

Nombre muy frecuente desde el siglo IX, perteneciente a viejo fondo hispánico no indoeuropeo. Es nombre predominantemente pirenaico, característico de Navarra y Aragón. Está bien representado en zonas como Urgel, Cerdaña, Ripollés, Baridà o Besalú, pero es más frecuente en Pallars y Ribagorza que en cualquier otro condado del nordeste peninsular. Los índices de la colección diplomática de la catedral de Huesca y de la colección diplomática de san Andrés de Fanlo (958-1270) remiten a la forma Íñigo. Las reservas de Aebischer (Meyer-Lübke (Il 83 en rapproche l’esp. Iñigo) y Kremer (Die Herkunft dieses Namens ist dunkel) son ya un argumento en contra del origen germánico del nombre. Su difusión por zona típicamente ibero-vasca-aquitana es un primer indicio de su pertenencia a un fondo autóctono. La final en -co es un nuevo argumento en favor del origen prelatino del nombre. Y la existencia del elemento enne- en la onomástica aquitana e ibérica acaba disipando las dudas que pudieran existir.

### Tesis vasca o euskérica
Esta tesis propone que Íñigo es un nombre vasco o euskérico y que no ha sufrido modificaciones en más de 1300 años, debido a que las zonas vascas fueron las últimas en ser romanizadas y posteriormente cristianizadas, por lo que no tuvieron registros escritos que dieran cuenta del nombre Enneco antes del siglo VIII. Esto hace que se pueden encontrar perfectamente equivalencias con el vasco moderno descomponiendo el nombre en las partículas enne y co.
- Enne- se homologa con ene, que significa ‘mío’ y -co con el sufijo hipocorístico -ko, que es un diminutivo, quedando «su significación en ‘mi pequeño’ o algo por el estilo» (sic).[6]
- Otra teoría sostiene que Enneconis en vasco sería equivalente a Enekoitz o Enecoiz (‘peñón del valle’)[7] y que Enneco proviene del antiguo nombre vasco Eneko, del topónimo en-ko (‘lugar en la pendiente de una extremidad montañosa).[8]

### Tesis aquitana (vasco antiguo oprotovasco)

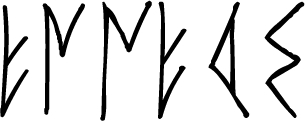
Enneges escrito en ibérico.

Esta tesis propone que Enneco es la forma medieval del nombre aquitano Ennebox, que no tiene una traducción directa en el vasco moderno y que se debe buscar su significancia en el vasco antiguo o protovasco o idioma aquitano. Este nombre se analiza como derivado de enne- por medio de un sufijo compuesto de -bo- y -x(s).
«Hay que tener en cuenta que en los testimonios aquitano-vascos aparece con -nn-, y el siguiente elemento parece ser el sufijo *-bo-, presente en algún otro nombre aquitano».

### Tesis íbera
Esta tesis propone que Enneco es la forma medieval del nombre ibérico Enneges del siglo I a. C., ya que éste es el nombre de unos de los jinetes reclutados para la Turma Salluitana en Salduie, zona típica de asentamientos ibéricos. La Turma Salluitana fue una brigada de jinetes que recibieron como recompensa la ciudadanía romana por tomar la ciudad de Asculum. Este hecho se registró en el Bronce de Ascoli.

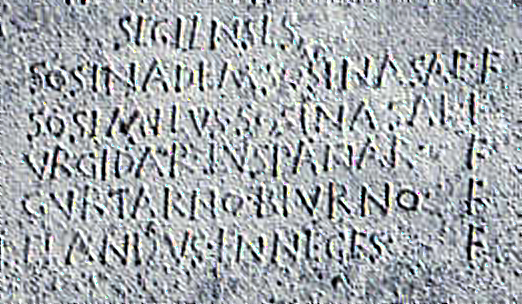
Bronce de Ascoli.

El nombre que aparece escrito en el Bronce de Ascoli es ELANDUS ENNEGES F[ilius], vale decir ‘Elandus, hijo de Enneges’ junto a tres jinetes bajo Segiensis, que se ha interpretado como pertenecientes al pueblo o clan de Segia o Sekia (actual Ejea de los Caballeros).

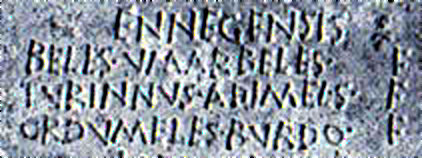
Ennegensis.

El otro nombre que aparece escrito es ENNEGENSIS / BELES UMARBELES F[ilius], vale decir ‘Beles de Enneges, hijo de Umarbeles’. O también traducido como ‘Beles, hijo de Umarbeles, del pueblo o clan de Enneg’ (posiblemente Enneges, aunque no se descarta Ennegea o Ennegeas). Junto a él figuran provenientes de la localidad Ennege[a]s, TURINNUS ADIMELS[ER] F[ilius] y ORDUMELES BURDO F[ilius], vale decir ‘Turiño, hijo de Adimbeles, y Ordumeles, hijo de Burdo’.
Es importante señalar que actualmente los lingüistas y filólogos se disputan el origen del nombre Enneco, ya que este nombre está presente en todos los estudios que buscan los orígenes y la traducción tanto del aquitano como del íbero; así mismo vemos este nombre presente para desentrañar el parentesco entre ambas lenguas.

### Tesis del origen indoeuropeo
Esta tesis también busca establecer relaciones con lenguas de raíz indoeuropea, ya que antes de la llegada de los romanos a la península ibérica ya se habían asentado otros pueblos de origen indoeuropeo (aparte de los celtas) que invadieron la península ibérica y se establecieron a partir del siglo V a. C.
- En la antigua lengua indoeuropea (proto-indoeuropea y proto-celta),[11] se tiene que Enneco sería equivalente a Eñeko, formado por las partículas enn- < eñ- < eni- (en) y -eco< -ek(u)o < -ek'wo (caballo), vale decir ‘en caballo’ o ‘a caballo’, nombre relacionado con quienes eran capaces de montar o domar caballos, lo cual está en relación con los nombres de los jinetes de la Turma Sallustiana.
- Enneco procedería de Jannacus o Iannacus,[12] una variante del nombre del dios latino Jano, cuyo culto estuvo extendido por la zona cántabro-pirenaica.

## Extensión y difusión

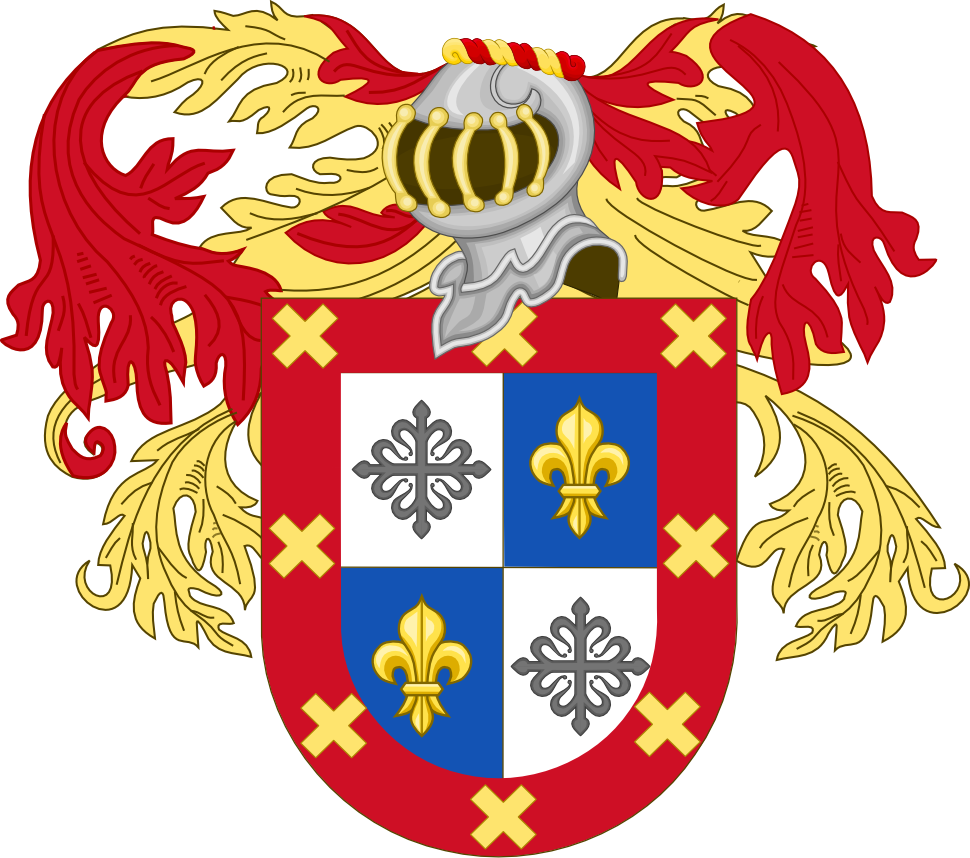
Escudo de Armas de una familia Iñiguez, proveniente de Navarra.

Escudo de S. E. R. Card. Juan Sandoval Iñiguez, Arzobispo Emérito de Guadalajara, Jalisco.

Enneco y Enneconis fueron nombres propios muy utilizados en el medievo. Al ser castellanizados en Íñigo e Íñiguez no se puede afirmar que haya un tronco común para este apellido. De esta forma encontramos diferentes linajes que llevan este patronímico asociado al lugar que surgieron en España, principalmente en las riberas del río Ebro, en La Rioja y en Álava, véase el apellido compuesto alavés, por ejemplo:
- Íñíguez de Arellano (o Íñiguez Darellano), con ramificaciones en Bolivia.
- Íñíguez de Beortegui
- Íñíguez de Betolaza, con ramificaciones en México.
- Íñíguez de Ciriano
- Íñíguez de Heredia, con ramificaciones en Argentina.
- Íñíguez de Lequerica
- Íñíguez de Tejada
- Íñíguez de Valdeosera (o del Solar de Baldosera), con ramificaciones en Chile.
- Iñiguez de la Llama